# Doratura paludosa
Doratura paludosa är en insektsart som beskrevs av Melichar 1897. Doratura paludosa ingår i släktet Doratura och familjen dvärgstritar. Inga underarter finns listade i Catalogue of Life.